# Alien Sweetheart
Alien Sweetheart — акустичний альбом у стилі легкого року, що випустив бельгійський рок-гурт Zornik. Після випуску у 2005 році за ним відбувся успішний акустичний тур під назвою All Strings Attached.

## Список пісень
1. I Feel Alright — 4:22
2. Keep Me Down — 3:45
3. Monday Afternoon — 4:20
4. Another Year — 4:35
5. Escape — 4:10
6. Wake Up — 3:22
7. Things Are Changing — 4:28
8. So Much More to Come — 4:42
9. Hate/Like — 4:03

## Сингли
- «I Feel Alright»
- «Keep Me Down»